# 有言実行三姉妹シュシュトリアン
『有言実行三姉妹シュシュトリアン』（ゆうげんじっこうシスターズシュシュトリアン）は、1993年1月10日から10月31日まで、フジテレビ系列で毎週日曜9時00分から9時30分（JST）に全42話が放送された、東映制作の特撮テレビドラマ。関西地区ではサンテレビとKBS京都で放送された。

## 概要
東映不思議コメディーシリーズの第14作目（13年目）にして、シリーズ最終作品でもある本作品は、石ノ森章太郎が生前最後に携わったテレビ特撮作品であると同時に、長らく殺陣の担当を務めてきた大野剣友会が最後に参加した東映特撮作品でもある。脚本は前作『うたう!大龍宮城』まで3年連続で単独で執筆した浦沢義雄に加え、本作品では大原清秀が久々に復帰し、さらに武上純希が新たに加入するなど、バラエティに富んだライター陣になっている。
第9作『魔法少女ちゅうかなぱいぱい!』に端を発した、東映不思議コメディーシリーズのヒロイン路線作品としては唯一、当初からグループものとなっており、戦闘要素が強化されるなど最もヒーローカラーが強い作品となっている。コスチュームは和服をモチーフとしており、キャラクターも時代劇風にアレンジしている。戦隊ヒーローものを強く意識した構成となっており、主題歌の歌詞も歌詞中にヒロイングループの名称を織り込んだ特撮ソング色の強いオリジナル曲が使用されている。
平均視聴率は、前年の『うたう!大龍宮城』の10.1%から若干上昇した10.4%を記録。シリーズ最盛期には及ばないものの決して低い水準ではなかったが、玩具売上は当時放送中の人気アニメ『美少女戦士セーラームーン』（テレビ朝日系列、東映動画制作）と競合し不振に見舞われた。それが決定的な追い打ちとなり、第3クールをもっての終了が決定。奇しくも本作品の後番組には、『セーラームーン』と同じく東映動画制作のテレビアニメ『蒼き伝説 シュート!』が充てられ、同作品以降フジテレビ系列の日曜9時台前半はテレビアニメ枠として定着することとなる。
これにより、全39話での終了を予定していた本作品であったが、最終回の撮影後に第38 - 40話の計3話が、後番組の放送期間を調整するために追加として制作された。追加分のうち最後に撮られた第40話をもって、不思議コメディーシリーズはクランクアップを迎え12年の歴史に幕を閉じ、クランクアップ後には『シュシュトリアン』のみならず、過去の不思議コメディーシリーズに関係したスタッフやキャストが一堂に集い、盛大な打ち上げが催されたという。

### ウルトラマンとの共演
前述の追加制作エピソードのひとつである第40話「ウルトラマンに逢いたい」では、円谷プロのキャラクターであるウルトラマンとの共演が実現した。これは本作品のファンだった円谷プロダクション営業部長（当時）の円谷一夫が、オリジナルビデオ『ウルトラマンVS仮面ライダー』の打ち上げの席で、東映プロデューサーの日笠淳に「シュシュトリアンとウルトラマンの共演」を提案したことがきっかけである。その時点でストーリーは終盤だったが、東映側は「最後の制作分のプロット」を急遽書き直して対応、円谷プロ側も「最大限の協力」をしようということになり、円谷プロの旧本社をロケ地として提供している他、怪獣に襲われるエキストラの一部として円谷プロ社員も出演している。このような制作会社を超えた企画は、数多い日本の子供向けテレビドラマでも他に類を見ないものだった。
この回ではウルトラマンの他にもバルタン星人、ガラモン、エレキング、ダダ、ゴモラが登場。ハヤタ隊員役だった黒部進や提案者の円谷一夫に加え、快獣ブースカも出演し、声はオリジナル版でブースカを演じた高橋和枝が担当した。

## あらすじ
酉年の1993年。輝かしい年明けとは裏腹に山吹家は不穏な空気に包まれていた。かねてから不仲だった両親が、離婚寸前の状態に陥っているのだ。
山吹家の三姉妹、雪子・月子・花子は気晴らしに出向いたカラオケボックスで、酉年を司る十二支の1人、お酉様に出会う。十二支の神は、各年の平和と幸福を守る役目を持ち、酉年の今年はお酉様の出番。にもかかわらず、当の本人は年末年始にカラオケ三昧で遊び呆けた挙句に、役目を果たす気力を失くしてしまったという体たらく。三姉妹はお酉様によって妖怪退治の正義の味方、有言実行三姉妹シュシュトリアンに仕立て上げられ、夫婦円満の成就と引き換えに酉年の平和を守る使命を押し付けられてしまう。
こうして、家庭の円満と酉年の平和を守るための、三姉妹の秘密の戦いが始まった。

## 登場人物

### 有言実行三姉妹シュシュトリアン
山吹 雪子（） / シュシュトリアン雪子
山吹三姉妹の長女。「知恵」のシュシュトリアンで、3人のリーダー格。捜査活動では、その明晰な頭脳で的確な分析と推理をする。
シュシュトリアンの活動に乗り気でなく、しばしばめんどうな調査を妹たちに押し付けることが多いが、怪人に対して毅然とした態度で正義への信念を示し、猫姫との2度目の戦いで戦意喪失した後にいち早く立ち直り妹たちに奮起を促すなど、使命感は一番強い。同世代かやや年上の男性にモテ、結婚話になることが多い。
お酉様から授かった宝珠は黄色のバルミラクル。
私立高校1年生で16歳。資料によっては、「高校2年生」と記載されているものもある。血液型はO型。
山吹 月子（） / シュシュトリアン月子
山吹三姉妹の次女で「直感」のシュシュトリアン。
占いやおまじないが大好きで、占い誌「My Birthday」を愛読している。また実は隠れウルトラマンオタク。
夢見がちな性分で自分の世界に浸ってしまうことが多く、周囲から理解できないと言われることもしばしば。マイペースなのんびり屋でどこかズレた会話を繰り広げたり、明らかに怪しい相手の言うことをすんなり信用して危機を招いてしまったりと天然ボケ気味なところもある。姉妹で一番のモテ体質で、おっとりとして優しく面倒見のよい気立てもあって年下の男の子や年上の男性(主に中年)、果ては無機物にまでモテるが、それゆえに男性怪人の標的にされることも多い。一方的に嫌な役目を押し付けられたり、雪子と花子が仲違いした際には必死で仲を取り持とうと努めたりと、次女という立場故の気苦労も多い。
お酉様から授かった宝珠は藍色のバルミラクル。
私立中学1年生で14歳。資料によっては、「中学3年生」と記載されているものもある。
- 第6話のタイムスリップシーンの撮影中に月子役の石橋桂が右鎖骨を骨折したため、その後の2話にわたり三角巾で腕を吊っての出演となった。

山吹 花子（） / シュシュトリアン花子
山吹三姉妹の三女で「情熱」のシュシュトリアン。
姉たちと違いシュシュトリアンの使命には割と積極的で、気乗りさえすればどんなことにも首をつっこみたがる。3人の内で一番「正義」に敏感であり、いざとなればその気持ちを外に出し悪人をどこまでも追いかける、短気で男勝りのおてんば娘。敵を誘き寄せるための罠を張る、自ら囮になって敵を誘き寄せる、敵に気づかれ逃げ出すと見せかけて尾行しアジトを突き止めるなど、機転のよさと度胸も持ち合わせる。
クラスメートで同じ班であるカメラ同好会の3人組に勉強を教えてやるなど面倒見も良い反面、三姉妹で末っ子にもかかわらず、一番オバサンっぽい性格を気にしている。姉2人と違って色恋沙汰にはほとんど縁がない。「美人」というおだてに弱く、よくカメラ同好会のモデルになる。
お酉様から授かった宝珠は紅色のバルミラクル。
小学6年生で12歳。開始当初は5年生で、年度替りの際に6年生に進級している。

### その他の主要人物
お酉様（）
山吹三姉妹に1993年酉年の幸福と平和を守る使命を与え、シュシュトリアンの力を授けた十二支の神の1人。年末年始と遊び呆け、本人曰く「カラオケなしでは生きられない鶏肉」になってしまい、守らなければならない酉年の平和が守れなくなってしまった。偶然カラオケボックスで出会った三姉妹に目をつけ、彼女らの願いである「夫婦円満」を叶えるのを条件に三姉妹をシュシュトリアンに仕立て上げ、「正体がバレたらローストチキンにする」という脅しと共に強引に使命を押しつけてしまう。猫姫に囚われたところを救われた後は行方不明となっていたが、二度目の戦いに惨敗を喫して戦意喪失していた三姉妹の前に再度現れて叱咤激励し、彼女らと共に猫姫との最終決戦に赴いた。
神だけあってその力は本物で、喧嘩ばかりの不穏な環境に慣れ切っていた姉妹が見違えるほどの両親のラブラブぶりを見て逆に動揺するほど。
フライドチキン男
お酉様からの指令を三姉妹に伝える使いの男。白のシルクハットにピンク色のジャケット、トニー谷を彷彿させる吊り上がった白い眼鏡という、胡散臭い奇矯な格好で登場する。冬から春は長ズボンだが、夏以降は七分丈のズボンをはく。限りなくニワトリっぽく、語尾に「コケッ」といったり「お酉っ」といったりすることも。
シュシュトリアンのピンチに助太刀に現れる、妖怪の気配を察知して自主的に見回りする、戦意喪失した三姉妹を𠮟咤するなどの真面目な一面の一方で、己の欲のためにシュシュトリアンを利用したり、妖怪に丸め込まれて悪事の片棒を担いだりしては懲らしめられるなど、味方としては何とも頼りない存在。
トラブルメーカーとしてストーリーの一端を担う他、あらすじに関係なく登場しシュシュトリアンの決め台詞で出されたことわざを説明したり、台詞などに絡んだ雑学知識を披露する解説役も務める。この諺の解説シーンは初回からの定番であるが、当初からシナリオで指定されたシーンではなく、パイロット版を撮影していた監督の三ツ村鐵治が撮影終了前日に記録係より「このままだと尺が足りませんよ」と指摘されたため、あわてて監督判断により現場で挿入したものである。結果的にこの解説パターンは定着したものの、三ツ村は「パイロット監督としてはとても恥ずかしいこと」と大いに反省したという。
山吹 英三郎（）
三姉妹の父親。娘たちがシュシュトリアンになるまでは妻である恵との夫婦仲がとにかく悪く、夫婦戦争と娘に呼ばれるような派手な喧嘩を繰り返していた。もっとも、余計な一言で妻を怒らせては一方的にやられるばかりで常に劣勢である。
職業は刑事で、飛鳥警察署の捜査二課所属。怪人や妖怪が巻き起こす事件を日々追う中でシュシュトリアンに遭遇するが、その正体が娘たちであることには気づいておらず、悪人に囚われたところを助けられたことで大ファンになってしまう。
お酉様の力でラブラブ夫婦に変貌するものの、主に女性絡みのことで度々喧嘩をしている。
山吹 恵（）
三姉妹の母親。心優しいごく普通の専業主婦だが、夫からの何気ない一言に対して過剰に反応しては声を荒げるヒステリックな一面も持ち合わせており、娘たちがシュシュトリアンになるまでは夫婦喧嘩が絶えなかった。夫婦喧嘩は常に優勢で、喧嘩の度に箒を振り回して追い立てる、物を投げつけるなどの暴力的な一面を顕わにするため、夫に恐れられている。お酉様の力により子供たちも呆れる程のラブラブ夫婦に変わるが、力関係に関しては相変わらず夫よりも上。
怪猫猫姫（）
シュシュトリアンの宿敵。十二支から外された猫の怨念の化身。その怨みは宇宙征服という野心にまで発展している。
シュシュトリアンを凌ぐ力を持つ強敵で、猫の身軽さと身のこなし、鋭い爪、その身から放つ強力な猫魔術を武器とし、眼力で遠方に爆発を起こす、相手を洗脳して支配下に置く、対象の体を自在に操る自在操りの術などの多彩な術を使いこなし、シュシュトリアンの得意技であるシュシュファイナルすらも通用しない。
十二支になりたかった動物たちを集めて結成した新十二支と共にシュシュトリアンを完膚なきまでに退けて野望を成就しかけるも、お酉様の激励によって復活したシュシュトリアンに逆転され、紅つむじ風・一九九三スペシャルによって宇宙空間まで吹き飛ばされ月面へ激突、爆死した。
EDクレジットでは「猫姫」となっている。
荒木（） ＆加納（） ＆ 篠山（）
花子の同級生で彼女と同じ班の男子3人組。3人揃ってカメラが趣味で激写することが大好き。正式な課外活動として“カメラ同好会”を結成しており、鉢植えや、花子や月子をモデルに撮影するのが主な活動内容となっている。
劇中で名前を呼ばれることは少ないが、メガネを掛け帽子を前後逆に被った少年が荒木、特徴という特徴のない少年が加納、パーマで小太りの少年が篠山。3人そろって成績はとても低く、「三バカトリオ」と呼ばれることもある。
事件に巻き込まれて被害に遭ったり、逆に自身らの行動が原因で事件を起こしてしまうなどトラブルメーカー的存在でもあるが、彼らの撮った写真が調査の手掛かりとなることも多い他、取り壊される墓地の写真を撮って記録に残すなどの殊勝な心がけも持っている。
愛用のカメラを各自持っており、荒木はフルオートのトラベルカメラ、加納はポラロイドカメラ、篠山は一眼レフ。
3人の苗字はいずれも実在の写真家である荒木経惟、加納典明、篠山紀信に由来している。
ETおばさん
家族を養うため宇宙の田舎から地球に出稼ぎに来てあくどい商売をしている宇宙人。本作品中、最多出演した敵でもある。とてつもなく息がくさく、それを攻撃に使う。「息がくさい人間に悪い人はいない」が決め台詞。家族間では「ET母ちゃん」と呼ばれる。
サッカー少年から騙し取ったゲームソフトの転売で懲らしめられて以降は真っ当な仕事勤めをするようになるものの、その後も懲りずに悪事を働きシュシュトリアンと衝突する。

## シュシュトリアンの能力

### アイテム
バルミラクル
3人がお酉様から授かった変身用の宝珠。お酉様の霊力がこめられた黄色、藍色、紅色の宝珠で金細工の土台の中央に収められており、日中は常にペンダントとして身に着けている(就寝時のみオルゴール付きの宝石箱にしまわれている)
交差させた両の親指で支えながら念じることで他の姉妹に鶏の鳴き声で自分の居場所を知らせることができる。縛られる等して腕が封じられている場合でも持ち主の危機に呼応してひとりでに鳴き声が鳴り響く事がある(第38話)。また、ペンダントを手に持って胸に当てて念じることにより自分の心の声を聴くことができる(ただし近くにいる相手にも心の声は筒抜けになってしまう)。
紅のバトン（くれないのバトン）
紅色のバトン。変身後の武器で先端から各種の魔法を放つ。バトンの端にそれぞれ緑と赤の宝石がはめ込まれており、手に持つ際は常に雪子が緑、月子・花子が赤が先端にくるように持つ。
物理的な武器として用いることはせず、敵に止めを刺す時や補助的な力を行使する際に高く掲げた手の中に取り出して使う。
シュシュトリアンの力の源でもあるため、バトンを取り上げられると超人的身体能力と魔法能力を発揮することが出来なくなる。
シュシュコンパクト
変身前の専用道具として雪子に授けられた魔法のコンパクト。能力は催眠を解くこと。
シュシュリップ
変身前の専用アイテムとして月子に授けられた魔法のリップスティック。物質変換・塗った部分を切る・口紅として塗り変装する・呪いの修正など能力は多岐にわたる。
1話限りで雪子が所持していた。
シュシュコロン
変身前の専用アイテムとして花子に授けられた魔法の香水アトマイザー。能力は敵に吹きかけて攻撃する(威力を3段階に調整可能)ことと自分に吹きかけて変装すること。

### 変身・技
招集〜変身
物語の展開によって適宜変わるが、姉妹の内の誰かが他の姉妹を現場に呼び寄せて変身～戦闘突入というのが基本の流れになっている。
事件に遭遇して危機に落ちた時や事件現場を目撃した時などの有事の際にバルミラクルを介して残りの姉妹を呼び寄せ、呼ばれた姉妹が走って(物理的に距離が開け過ぎている場合のみ瞬間移動で)現場へ駆けつけた後、「シュシュトリアン」の掛け声と共にバルミラクルを3人そろってつき合わせて変身する。変身には3人揃った上で3人の心をひとつにする必要があり、各人の心がバラバラだと変身できなくなる。
21話で変身前の決めポーズが導入され、23話以降からそれぞれが「雪」「月」「花」の掛け声と共に専用の決めポーズを取ってからバルミラクルをつき合わせる形となった(22話は変身バンク自体なし)。
変身後は薄桃色の衣を両手で掲げながら現れ、敵の前に対峙した後に衣を宙に投げ捨て、名乗りを上げつつ決めポーズを取る。名乗りは当初は「有言実行三姉妹（シスターズ）シュシュトリアン！」のみで、14話から『「乙女盛りに命をかけて」（雪子）、「風に逆らう三姉妹（さんしまい）」（月子）、「花と散ろうか咲かせよか」（花子）、「有言実行三姉妹（シスターズ）」（雪子）、 「シュシュトリアン！」（3人）』となった。
3人の正体が周囲にバレた場合にローストチキンに変えられるペナルティを課されているが、厳密には「人間社会に正体が広まった時」とされており、妖怪や怪人の中には既にシュシュトリアンの正体を認識してる者たちも多い他、身近な人間に正体がバレても即座にペナルティを与えられることはない。また、素顔を晒しているものの正体がバレることはない。
シュシュファイナル
3人のバトンを下から花子・月子・雪子の順で重ね、先端から各人のバラミラクルの色の光を放つ。最も使われた技。
大人しく服従させたりショックを与えたり足元を爆発させたりするなどの様々な効果を持つ万能トドメ技。効果別の名称がある回もある。
シュシュリターン
対象者の時間を早送り・早逆戻しさせ疲労させる。
シュシュクレーン
対象者を高く吊り上げる。
シュシュリサイクル
対象者に廃タイヤをかぶせて動きを封じる。
シュシュ精進揚げ
天ぷらを出す。
シュシュ大車輪
パンダの遊具であるタイヤを出す。
思いっきりC型
無数のCの字スタンプを操る。
ウルトラスペシウム・シュシュファイナル
ウルトラマンのスペシウム光線を強化する協力技。
シュシュトリアン3名が片膝立ちになって組んだバトンを頭上に掲げ、その先端に向かって放たれたウルトラマンのスペシウム光線を増幅・強化する。
その他
念動力
バトンの力を介して物体を自在に操る。
瞬間移動
文字通り、瞬間移動する。
有言実行・紅つむじ風（ゆうげんじっこう・くれないつむじかぜ）
怪猫猫姫に敗れたシュシュトリアンがお酉様の特訓を受け編み出した新必殺技。逆三角形に組み合わせたバトンが回転し、花びらを含んだ強風を起こす。シュシュファイナル同様効果は多様である。各人の専用技である「花乱れ打ち」「月の輪返し」「雪崩し」と組み合わせる場合もある。
花乱れ打ち
お酉様との修行で身に着けた花子専用技。花子専用ポーズを取った後、パンチとキックの乱撃を放つ。単独で使用される場合も多い。
月の輪返し
お酉様との修行で身に着けた月子専用技。花乱れ打ちで飛ばされた敵を地獄車にかけ、放り投げる。技の性質上、単独で使用できない。相手の形体によってはジャイアントスイングの形をとる。
雪崩し
お酉様との修行で身に着けた雪子専用技。花乱れ打ちで飛ばされた、または月の輪返しで投げられた敵に目掛けて跳躍し蹴りを浴びせる。単独使用や花乱れ打ちと連携する場合は相手が地上に立っているためライダーキックの形になる。
紅つむじ風・一九九三（いちきゅうきゅうさん）スペシャル
シュシュトリアンとお酉様が最終回で放った、最初で最後の合体技。
通常の紅つむじ風と同様のアクションでバトンを逆三角形に構え、お酉様が広げた扇子を組んだバトンの前に出して「一九九三スペシャル！」と叫びながら扇を横に大きく仰ぐと同時に、組んだバトンの内側から花びら混じりの強烈な竜巻を放って浴びせる。猫姫を外宇宙まで吹き飛ばして月面に叩き付ける程の強力な威力を持つ。
なお通常の紅つむじ風と異なり月子と花子の立ち位置が逆でなおかつ三人揃って立った状態で構える(通常は月子と花子が立ち膝でしゃがんでバトンを構える)
シュシュムーンライト
第39話で月子が披露した個人技。バトンを片手で数回ほど回して構えた後、先端を敵に向けて月型のフレアをまとった青い光線を放つ。

## キャスト
- 山吹雪子（シュシュトリアン雪子） - 田中規子
- 山吹月子（シュシュトリアン月子） - 石橋桂
- 山吹花子（シュシュトリアン花子） - 広瀬仁美
- 山吹英三郎 - 佐渡稔
- 山吹恵 - 日向明子
- 篠山雅宣 - 広田雅宣
- 加納晃一 - 大崎晃一
- 荒木秀樹 - 石川秀樹
- ETおばさん - 柴田理恵
- 怪猫猫姫 - 布施絵理
- フライドチキン男 - 吹越満
- お酉様 - 麿赤児

## スタッフ
- 原作 - 石ノ森章太郎
- 企画 - 小林義明（東映） / 木村京太郎（読売広告社） / 高橋松徳、金田耕司（フジテレビ）
- 音楽 - 本間勇輔
- 撮影 - 林迪雄、利根川曻(J.S.C.)、大沢信吾
- 照明 - 大須賀国男、関口弥太郎、石川末八
- 美術 - 安井丸男
- 録音 - 岡田忠直
- 編集 - 阿部嘉之
- 記録 - 森美禮、宮本衣子、宮瀬淳子
- 計測 - 高田謙一
- 助監督 - 河田章、田部井稔、小山賢司、加藤弘之
- 選曲 - 秋本彰、薄井洋明
- 効果 - 原田サウンド
- 整音 - 川島一郎
- ネガ編集 - 菊地恵子
- 装置 - 江田豊
- 装飾 - 塩満義幸、鈴木里美(装美社)
- 衣裳 - 深野明美(東京衣裳)
- 美粧 - 上村恵(サンメイク)
- 撮影助手 - 行方拓
- 照明助手 - 森野茂樹、堤義典、鬼海正秀
- 録音助手 - 人見章久、新開賢
- 効果助手 - 鈴木優子
- 編集助手 - 神田純子
- 進行助手 - 高岡博彦
- キャラクターコーディネート - 小佐野聡（石森プロ）
- アクションコーディネート - 岡田勝、宮沢淑郎（大野剣友会）
- フェイクスタント - 大導寺俊典
- キャラクターコスチューム - 山影幸子
- スタイリスト - 福山純美（STAFF DEUX）
- 協力 - 映画工房、レインボー造型企画、横浜ドリームランド、武蔵一宮氷川神社、MIKI HOUSE、東映演技研修所
- 現像 - 東映化学
- 制作主任 - 小迫進
- 制作担当 - 西村政行、鈴木勝政、大櫛敬介
- プロデューサー - 日笠淳、角田美華（東映）
- 制作協力 - 円谷プロダクション（40話）
- 制作 - フジテレビ、東映、読売広告社[注釈 9]

## 主題歌・挿入歌
主題歌
思い立ったが吉日! (オープニングテーマ ／ 第31話・最終回エンディングテーマ)
作詞：佐藤ありす、作・編曲：石川恵樹 、歌：三姉妹 (スリーシスターズ ／ 徳垣とも子・岩永雅子・稲辺久美子)
オープニング映像は前期・後期で共通となっている。また、各回の戦闘シーン及び次回予告時のBGMとしても使用された。
総集編である第31話と最終回(第42話)のエンディングでも用いられた（この2話はエンディングテーマのクレジットなしで、作中の名場面のダイジェスト映像が使われた）。
Today is the day (オープニングテーマ - 第31話)
「思いたったが 吉日!」の英語詞バージョンで、第28話の特訓シーンで先んじてBGMとして使用された後、第31話のオープニングテーマとして使用された。また第37話のバスケ対決シーンでも使用された。
あなたには言えない (エンディングテーマ - 第1話-30話,第32話-40話)
作詞：矢野顕子 ・宮沢和史、作曲・歌：矢野顕子
歌及びエンディング映像は第31話と第42話を除いて一貫して同じものが使用されており、もの静かな曲調のエンディングテーマをバックに、ウェディングドレスを着た雪子・月子・花子の3人が横浜ドリームランドで回転遊具に乗っている合間に3人の幼少期の写真が挿入されていく映像が流れるという、従来のシリーズ作品と異なる一風変わった演出がとられている。写真は三姉妹を演じるキャスト本人のものが使用されている。
挿入歌
乙女心は朝の空 (40話)
作詞：佐藤ありす、作曲：川崎真弘、編曲：河野土洋、歌：三姉妹  (スリーシスターズ ／ 徳垣とも子・岩永雅子・稲辺久美子)
40話で変身後に円谷プロの車の屋根から飛び降りた三姉妹が故事を口にしながら前進し怪獣たちの前で立ち止まって啖呵を切るまでの間でイントロ部分のみ使用された。
負けないハートでLet it go
作詞：佐藤ありす、作・編曲：石川恵樹 、歌：三姉妹 (スリーシスターズ)
一緒にいれば折れない翼 (第37話)
第37話冒頭で月子、花子が三バカトリオの写真撮影のモデルになるシーンで使用された。
Sweet Dream (第8話、第11話)
作詞：佐藤ありす、作曲：川崎真弘、編曲：石川まさのぶ、歌：三姉妹 (スリーシスターズ)
8話の雪子とハインリヒ王子の空中散歩のシーン、第11話の妖怪ペペを探すシーンで使用された。

## 放送日程
| 放送日   | 放送回 | サブタイトル                                  | ゲストキャラクター | 諺 | 脚本            | 監督       |
| -------- | ------ | --------------------------------------------- | --- | --- | --------------- | ---------- |
| 01月10日 | 1      | 涙の妖怪・ザ・お正月                          | - 妖怪・ザ・お正月（神威狂児） | 『古人曰く、過ぎたるは猶及ばざるが如し』                                                                             | 浦沢義雄        | 三ツ村鐵治 |
| 01月17日 | 2      | 怪人大相撲                                    | - 怪人大相撲（赤星昇一郎） | 『古人曰く、贔屓の引倒し』                                                                                           | 浦沢義雄        | 三ツ村鐵治 |
| 01月24日 | 3      | 蜂妖怪・ザ・不幸                              | - 谷（石井愃一） | 『古人曰く、足るを知らざる者は富むといえども貧し』                                                                   | 大原清秀        | 坂本太郎   |
| 01月31日 | 4      | 妖怪ヘリクツ、現わる                          | - ヘリクツ（城谷光俊） | 『古人曰く、理屈と膏薬はどこにでもつく』                                                                             | 大原清秀        | 坂本太郎   |
| 02月07日 | 5      | 謎の女形・金平糖夫人                          | - 金平糖夫人（鈴木晋介） | 『古人曰く、五重の塔も下から組む』                                                                                   | 浦沢義雄        | 岩原直樹   |
| 02月14日 | 6      | 光源氏のバレンタイン                          | - 光源氏（池田成志） | 『古人曰く、腹八分目に医者いらず』                                                                                   | 浦沢義雄        | 岩原直樹   |
| 02月21日 | 7      | 誰かがあなたを愛してる                        | - ハインリヒ王子（渡辺博貴） | 『古人曰く、可愛さあまって憎さ百倍』                                                                                 | 大原清秀        | 佐伯孚治   |
| 02月28日 | 8      | 謎の2.29事件                                  | - 誕生日怪人（廣瀬昌亮） | 『古人曰く、坊主憎けりゃ袈裟まで憎い』                                                                               | 大原清秀        | 佐伯孚治   |
| 03月07日 | 9      | フライドチキン男の青い鳥                      | - チルチル（橋本巧） - ミチル（関真奈美） | 『古人曰く、天知る地知る我知る人知る』                                                                               | 浦沢義雄        | 岩原直樹   |
| 03月14日 | 10     | ETおばさん見参                                | - ETおばさん - ET父ちゃん（篠田薫） | 『古人曰く、捕らぬ狸の皮算用』                                                                                       | 浦沢義雄        | 岩原直樹   |
| 03月21日 | 11     | なにか妖怪                                    | - 妖怪つかい（丹古母鬼馬二） - 妖怪ペペ（及川英貴） | 『古人曰く、やはり野に置けれんげ草』                                                                                 | 大原清秀        | 坂本太郎   |
| 03月28日 | 12     | 働く小学生のユーウツ                          | - 怪人キャリアウーマン（吉田美江） | 『古人曰く、おのれの長を似て人の短をあらわすことなかれ』                                                             | 武上純希        | 坂本太郎   |
| 04月04日 | 13     | 好き嫌いのあるゴミ箱                          | - ゴミ箱（声：三田村慎） | 『古人曰く、春眠暁を覚えず』                                                                                         | 浦沢義雄        | 佐伯孚治   |
| 04月11日 | 14     | シュシュトリアンの父現わる!?                  | - 署長 / シュシュトリアンの父 →シュシュトリアンの母（斉藤真） | 『古人曰く、人の褌で相撲をとる』                                                                                     | 浦沢義雄        | 佐伯孚治   |
| 04月18日 | 15     | 普通戦隊サラリーマン                          | - 普通戦隊サラリーマン - 上田弘司 - 城谷光俊 - 鳥居賞也 | 『古人曰く、十人十色』                                                                                               | 大原清秀        | 岩原直樹   |
| 04月25日 | 16     | 怪人カメラの犯罪                              | - 怪人カメラ（十貫寺梅軒） | 『古人曰く、弘法も筆のあやまり』                                                                                     | 浦沢義雄        | 岩原直樹   |
| 05月02日 | 17     | まくら大王、夢見るぞ                          | - まくら大王（伊藤正博） | 『古人曰く、夢に富する』                                                                                             | 武上純希        | 佐伯孚治   |
| 05月09日 | 18     | ETおばさんのカーネーション                    | - ETおばさん - ET父ちゃん | 『古人曰く、人を呪わば穴二つ』                                                                                       | 浦沢義雄        | 佐伯孚治   |
| 05月16日 | 19     | 妖怪・理想の主婦                              | - 林ルミ / 妖怪理想の主婦（犬塚賀子） | 『古人曰く、楽あれば苦あり』                                                                                         | 大原清秀        | 小原宏裕   |
| 05月23日 | 20     | 原料魔がゆく!                                 | - 坂本原料魔（松尾スズキ） - 金光富子（阪上和子） - 少年時代の原料魔（柴田翔平） | 『古人曰く、元の木阿弥』                                                                                             | 大原清秀        | 小原宏裕   |
| 05月30日 | 21     | いじけたジューサー                            | - ジューサー（声：長谷有洋） - 自動販売機（声：千葉繁） - 電化製品たち（声） - 木澤智之 - 豊島まさみ - 今橋かつよ | 『古人曰く、同じ穴の狢』                                                                                             | 浦沢義雄        | 岩原直樹   |
| 06月06日 | 22     | 妖怪おやじ虫 若返りの秘宝                     | - 妖怪おやじ虫（三角八郎） | 『古人曰く、年寄りの冷水』                                                                                           | 武上純希        | 岩原直樹   |
| 06月13日 | 23     | アジサイ仮面の心                              | - アジサイ仮面（村松利史） | 『橋幸夫曰く、雨が小粒の真珠なら恋はピンクのバラの花』                                                               | 浦沢義雄        | 小原宏裕   |
| 06月20日 | 24     | ETおばさんと扇                                | - ETおばさん - ET父ちゃん - 米屋の宇宙人（佐藤光一） - 伊藤（久我未来） | 『古人曰く、暑さ寒さも彼岸まで』                                                                                     | 浦沢義雄        | 小原宏裕   |
| 06月27日 | 25     | 命短し、コイせよ乙女!                         | - イモリ男（でんでん） | 『古人曰く、恋は曲者』                                                                                               | 大原清秀        | 坂本太郎   |
| 07月04日 | 26     | 妖怪魍魎と写真の美女                          | - 花山愛子（千秋） - 大河誠（河野大介） - 妖怪魍魎（大場健二） - 閻魔大王（加藤精三） | 『古人曰く、人の恋路を邪魔するやつは馬に蹴られて死んじまえ』                                                         | 武上純希        | 坂本太郎   |
| 07月11日 | 27     | 紫外線の正体                                  | - 怪猫猫姫 - 紫外線（岩崎ひろし） | 『ジャン＝ジャック・ルソー曰く、自然に帰れ』                                                                         | 浦沢義雄        | 岩原直樹   |
| 07月18日 | 28     | 猫姫の野望                                    | - 怪猫猫姫 | 『古人曰く、鳴き猫はねずみとらぬ』                                                                                   | 浦沢義雄        | 岩原直樹   |
| 08月01日 | 29     | 嘆きのスイカ                                  | - スイカの霊（亀山助清） | 『古人曰く、沈む瀬あれば浮かぶ瀬あり』                                                                               | 浦沢義雄        | 佐伯孚治   |
| 08月08日 | 30     | 涼電話の夏                                    | - 温泉旅館主人（斉藤暁） | 『NTT曰く、電話料金はお早めに』                                                                                      | 浦沢義雄        | 佐伯孚治   |
| 08月15日 | 31     | 山吹家・真夏の悪夢 ―シュシュトリアン名場面集― | | | 岩原直樹 (構成) | 岩原直樹   |
| 08月22日 | 32     | 山吹家の秘密                                  | - 怪猫猫姫 - パンダ男（山崎大輔） | 『古人曰く、仏造って魂入れず』                                                                                       | 武上純希        | 村山新治   |
| 08月29日 | 33     | 妖怪･米ツキバッタ!                            | - 米ツキバッタ（佐藤正宏） | 『古人曰く、天は人の上に人を作らず、人の下に人を作らず』                                                             | 大原清秀        | 岩原直樹   |
| 09月05日 | 34     | ETおばさんの帰省                              | - ETおばさん - ET父ちゃん | 『古人曰く、大根を正宗で切る』                                                                                       | 浦沢義雄        | 村山新治   |
| 09月12日 | 35     | 怪奇!C型仮面                                  | - C型仮面（佐藤輝） | 『古人曰く、血は水よりも濃し』                                                                                       | 大原清秀        | 岩原直樹   |
| 09月19日 | 36     | 怪人・真実一郎                                | - 真実一郎（大島宇三郎） | 『古人曰く、ウソも方便』                                                                                             | 大原清秀        | 坂本太郎   |
| 09月26日 | 37     | 恐竜の卵                                      | - ETおばさん - ET父ちゃんのいとこ（ブッチー武者） | 『古人曰く、イタチの最後っ屁』                                                                                       | 浦沢義雄        | 坂本太郎   |
| 10月03日 | 38     | チーズになった月                              | - 狼男（螢雪次朗） - 宇宙人（須藤学） | 『ガガーリン曰く、地球は青かった』                                                                                   | 浦沢義雄        | 三ツ村鐵治 |
| 10月10日 | 39     | 愛しのナルシス仮面                            | - ナルシス仮面（吉田淳） | 『古人曰く、人のふり見て我がふり直せ』                                                                               | 鹿島とも子      | 佐伯孚治   |
| 10月17日 | 40     | ウルトラマンに逢いたい                        | - ウルトラマン（城谷光俊） - 怪獣おじさん（黒部進） - ブースカ（声：高橋和枝） - 一夫さん（円谷一夫） | 『E.T.曰く、ウィーアーノットアローン』 『モロボシ ダン曰く、戦いは血を吐きながら続ける悲しいマラソンのようなものだ』 | 武上純希        | 佐伯孚治   |
| 10月24日 | 41     | 消えた十二支                                  | - 怪猫猫姫 - 新・十二支 - 大導寺俊典 - 篠田高信 - 田端和志 - 武田和明 - 田中政秀 - 岳慎二 - 小俣賢治 - 佐藤法義 - 持丸雅樹 - 星裕 - 長谷川淳 - 氏田雄二 - 十一支 - 佐川二郎 - 大竹勝利 - 浅川和恵 - 岡田孝之 - 大貫晃 - 北田敦 - 小川義雄 - 清水直子 - 高木麻紀 - 遠藤さとみ - 渡辺新司 | 『古人曰く、泣いて暮らすも一生、笑って暮らすも一生』                                                                 | 浦沢義雄        | 岩原直樹   |
| 10月31日 | 42     | シュシュトリアン最後の闘い!                   | - 怪猫猫姫 - 占い師（石川真希） - 神主（岡田勝） - 新・十二支 - 十一支 | 『菅原洋一曰く、今日でお別れね、もう逢えないの』                                                                     | 浦沢義雄        | 岩原直樹   |

## ネット局
| 放送対象地域   | 放送局             | 放送期間                    | 放送日時           | 系列           | 備考   |
| -------------- | ------------------ | --------------------------- | ------------------ | -------------- | ------ |
| 関東広域圏     | フジテレビ         | 1993年1月10日 - 10月31日    | 日曜 9:00 - 9:30   | フジテレビ系列 | 制作局 |
| 北海道         | 北海道文化放送     | 1993年1月10日 - 10月31日    | 日曜 9:00 - 9:30   | フジテレビ系列 |        |
| 岩手県         | 岩手めんこいテレビ | 1993年1月10日 - 10月31日    | 日曜 9:00 - 9:30   | フジテレビ系列 |        |
| 宮城県         | 仙台放送           | 1993年1月10日 - 10月31日    | 日曜 9:00 - 9:30   | フジテレビ系列 |        |
| 新潟県         | 新潟総合テレビ     | 1993年1月10日 - 10月31日    | 日曜 9:00 - 9:30   | フジテレビ系列 |        |
| 石川県         | 石川テレビ         | 1993年1月10日 - 10月31日    | 日曜 9:00 - 9:30   | フジテレビ系列 |        |
| 福岡県         | テレビ西日本       | 1993年1月10日 - 10月31日    | 日曜 9:00 - 9:30   | フジテレビ系列 |        |
| 静岡県         | テレビ静岡         |                             | 金曜 17:00 - 17:30 | フジテレビ系列 |        |
| 岡山県・香川県 | 岡山放送           |                             | 金曜 16:00 - 16:30 | フジテレビ系列 |        |
| 広島県         | テレビ新広島       |                             | 木曜 16:30 - 17:00 | フジテレビ系列 |        |
| 佐賀県         | サガテレビ         |                             | 木曜 16:00 - 16:30 | フジテレビ系列 |        |
| 長崎県         | テレビ長崎         |                             | 金曜 17:25 - 17:55 | フジテレビ系列 |        |
| 熊本県         | テレビ熊本         |                             | 水曜 16:30 - 17:00 | フジテレビ系列 |        |
| 京都府         | KBS京都            | 約半月遅れ                  | 月曜 18:30 - 19:00 | 独立局         |        |
| 兵庫県         | サンテレビ         |                             | 月曜 18:00 - 18:30 | 独立局         |        |
| 東京都         | TOKYO MX           |                             | 不明               | 独立局         |        |
| 愛知県         | テレビ愛知         | 1999年9月 - 2000年6月中旬頃 | 金曜 23:00 - 23:30 | テレビ東京系列 |        |
| 大阪府         | テレビ大阪         |                             | 不明               | テレビ東京系列 |        |

## 映像ソフト化
- 放送期間中、『有言実行三姉妹シュシュトリアン 炸裂!愛と正義のお説教』がVHSでのみ発売。数話分のダイジェストで、フライドチキン男のナレーションのみ新録。
- 1993年10月25日、12月17日、1994年2月25日に2巻ずつ、全6巻のVHSが東映ビデオより発売された。各巻4話収録の傑作選[21]。ビデオ第6巻の巻末には『特捜ロボ ジャンパーソン』ビデオ第1巻（1話〜3話）の予告編が収録されている。ビデオ第6巻での39話、42話のBGMはテレビ放映時と一部異なっている。
- 2007年4月21日から7月21日にかけて、全話収録のDVDが東映ビデオより発売された。全4巻の各2枚組でVol.1・Vol.2は10話、Vol.3・Vol.4は11話収録。
- 2008年7月21日発売の「石ノ森章太郎 生誕70周年 DVD-BOX」に第1話が収録されている。

## ネット配信
- 東映特撮 YouTube Official：2013年6月24日 - 11月17日、2017年12月25日 - 2018年5月21日、2020年5月11日 - 10月5日

## コミカライズ
- 滝沢ひろゆき（徳間書店「テレビランド」 1993年連載）
- 谷沢直 （小学館「小学四年生」 1993年5月号読みきり）

## 音楽CD
思い立ったが吉日!／Sweet Dream
発売日：1993/2/21
発売元・フォルテ ミュージック エンタテイメント
販売元・日本コロムビア

オープニングテーマ『思い立ったが吉日!』と挿入歌『Sweet Dream』のフルサイズ版及びカラオケ音源を収録したシングルCD。
テレビ映画 有言実行三姉妹シュシュトリアン
発売日：1993/06/21
発売元・フォルテ ミュージック エンタテイメント
販売元・日本コロムビア

本作品の主題歌及び挿入歌を収録したアルバム。全6曲収録。
オープニングテーマ『思い立ったが吉日!』『Today is the day』のテレビサイズ版と、エンディングテーマ『あなたには言えない』のテレビサイズ版及びフルサイズ版が未収録。
東映魔法少女大集合
発売日：1995/10/21
不思議コメディーシリーズ美少女編全6作の主題歌をカラオケ音源と共に収録したオムニバスCD。
シングルCD収録の2曲を再録。
特撮ヒロイン＆ファンタジー主題歌・挿入歌大全集
発売日：2004年10月20日
発売元：コロムビアミュージックエンターテイメント
東映不思議コメディシリーズの11作品の主題歌、挿入歌を収録した3枚組のオムニバスアルバム。
上記の単独アルバムより全6曲を再録

## 関連書籍
有言実行三姉妹シュシュトリアン大百科
発売日：1993年5月20日、出版社：啓文社。
ケイブンシャの大百科シリーズの1冊。通し番号は「532」。
別冊太陽 有言実行三姉妹シュシュトリアン写真集 雪月花
発売日：1994年3月31日、発行元：朝日ソノラマ
公式スチル、主役陣3人の個別グラビア写真、個別インタビュー、全話解説、コスチュームのデザイン画、スタッフ・キャストコメントを掲載。
愛ある限り戦いましょう! 〜不思議美少女コレクション〜
発売日：2004/6/24、出版社：主婦と生活社。
不思議コメディーシリーズ美少女編全6作を取り上げた公式ムック本。
作品解説、未公開資料、公式スチル、ポワトリン役の花島優子及びトトメス役の堀川早苗のインタビューを掲載。
キャラクター大全 特撮全史 1980〜90年代ヒーロー大全
発売日：2020年1月9日、出版社：講談社
テレビマガジン特別編集 石ノ森章太郎 テレビヒーロー大全
発売日：2023年9月11日、出版社：講談社
仮面ライダー以外の石森章太郎制作関与作品を取り上げたムック本。